# Радлувка
Радлувка (пол. Radłówka, нім. Hartelangenvorwerk) — село в Польщі, у гміні Львувек-Шльонський Львувецького повіту Нижньосілезького воєводства.
Населення — 317 осіб (2011).
У 1975-1998 роках село належало до Єленьоґурського воєводства.

## Демографія
Демографічна структура станом на 31 березня 2011 року:
|          | Загалом | Допрацездатний вік | Працездатний вік | Постпрацездатний вік |
| -------- | ------- | ------------------ | ---------------- | -------------------- |
| Чоловіки | 145     | 23                 | 111              | 11                   |
| Жінки    | 172     | 38                 | 101              | 33                   |
| Разом    | 317     | 61                 | 212              | 44                   |